# 제57회 미국 작가 조합상
제57회 미국 작가 조합상은 2004년 뛰어난 활동을 보인 영화 작가를 기리기 위해 2005년 2월에 열린 시상식이다. [서부]LA, 할리우드 팔라듐 /[동부]뉴욕, 피에르 호텔에서 개최되었다.

## 수상 및 후보

### 각본상
- 이터널 선샤인 - 찰리 카우프만 수상

### 각색상
- 사이드웨이 - 알렉산더 페인 외 1명 수상

### TV 애니메이션상
- Ian Maxtone-Graham 수상

### 에블린 F. 버클리 상
- Claire Labine 수상

### 파울 셀빈 명예상
- 돈 페인 수상